# Lúcia dos Santos
Lúcia de Jesus Rosa dos Santos, O.C.D. (28 tháng 3 năm 1907 - 13 tháng 2 năm 2005), còn được gọi là Lúcia của Fátima và cái tên thường gặp nhất là sơ Lucia là một nữ tu Công giáo Bồ Đào Nha dòng Cát Minh. Bà là một trong ba trẻ em, cùng với Francisco và Jacinta Marto là những người đã chứng kiến Đức Mẹ Maria hiện ra ở Fátima năm 1917.